# Ramaria flava
Ramaria flava é um fungo que pertence ao gênero Ramaria na ordem Gomphales. Encontrado na região sul do Chile e nas matas de eucaliptos do Rio Grande do Sul durante os dias mais quentes e úmidos do outono e início da primavera, é considerado uma espécie de cogumelo comestível.. Faz parte da culinária tradicional de descendentes de imigrantes da Serra Gaúcha. De forma sazonal, pode ser encontrado em algumas poucas bancas do Mercado Público de Porto Alegre.